# خاشپک
خاشپک (به لاتین: Khashpak) یک منطقهٔ مسکونی در افغانستان است که در ولسوالی اشکاشم واقع شده‌است.